# Frank Clement (kierowca wyścigowy)
Frank Charles Clement (ur. 15 czerwca 1886, zm. 15 lutego 1970 w Northumberland) – brytyjski kierowca wyścigowy.

## Kariera
W wyścigach samochodowych Clement startował głównie w wyścigach samochodów sportowych. Był członkiem utytułowanej ekipy Bentleya, o potocznie używanej nazwie „Bentley Boys”. W latach 1923-1930 Brytyjczyk pojawiał się w stawce 24-godzinnego wyścigu Le Mans. W pierwszym sezonie startów stanął na najniższym stopniu podium w klasie 3, a w klasyfikacji generalnej był czwarty. Rok później odniósł zwycięstwo w klasie 3, co było równoznaczne ze zwycięstwem w całym wyścigu. Ponownie osiągnął linię mety w sezonie 1929, kiedy to był trzeci w klasie 5, plasując się jednocześnie na czwartym miejscu w klasyfikacji generalnej. W swoim ostatnim starcie stanął na drugim stopniu podium zarówno w klasie 8, jak i w klasyfikacji generalnej.